# IC 10
IC 10 (również PGC 1305 lub UGC 192) – karłowata galaktyka nieregularna w konstelacji Kasjopei, odległa o około 2,4 miliona lat świetlnych od Układu Słonecznego. Jej średnica wynosi około 5000 lat świetlnych. Galaktyka ta należy do Lokalnej Grupy Galaktyk. Odkrył ją Lewis A. Swift 8 października 1887 roku.
Galaktyka IC 10 jest przesłonięta pyłem oraz gwiazdami znajdującymi się w płaszczyźnie Drogi Mlecznej. Pomimo tego można w niej zaobserwować żywą aktywność gwiazdotwórczą. Jest to najbliższa, znana galaktyka gwiazdotwórcza. Porównując IC 10 do innych galaktyk Grupy Lokalnej, posiada ona dużą populację nowo powstałych gwiazd, masywnych i zarazem bardzo jasnych.
Odkryto w niej również rentgenowski układ podwójny, prawdopodobnie zawierający czarną dziurę, znany jako IC 10 X-1.